# Чикаго блуз
Чикаго блуз је облик блуза аутохтоног за Чикаго, Илиноис. Чикаго блуз је врста урбаног блуза. Урбани блуз је еволуирао од класичног блуза као последица велике депресије и развио се у првој половини двадесетог века током Велике сеобе, када су "Црни" радници прешли са југа Сједињених Америчких Држава у индустријске градове на северу САД, као што је Чикаго.
Урбан блуз почео је Чикагу и Сент Луису, као музика коју су правили хонорарни музичари, као улични свирачи, унајмљени на забавама, и других догађаја у оквиру "црне" заједнице. На пример, слајд гитариста Кокомо Арнолд је био радник у челичани и производио је ракије које су биле далеко профитабилније од његове музике.
Један од најважнијих раних места окупљања за Чикаго блуз је пијаца на отвореном у улици Максвел. Максвел улична пијаца је била једна од највећих тржишта на отвореном у народу. Становници "црне" заједнице су често ту долазили да купују и продају било шта. То је природна локација за наступе блуз музичара. Стандардни пут за блуз музичара је: да почне као улични и музичар на кућним журкама и на крају да дође до блуз клубова. Први блуз клубови у Чикагу су били углавном у претежно "црним" насељима на јужној страни, са неколико у мањим "црним" насељима на западној страни. Један од најпознатијих је Руби Ли Гејтвуд кафана, познат као покровитељ "Гејтса". Током 1930-их готово сваки велики уметник тамо је свирао.
Оно што је довело до међународног утицаја блуза била је промоција издавачких кућа као што су Paramount Records, RCA Records, и Columbia Records. Кроз такве издавачке кућа Чикаго блуз је постао комерцијално успешан. Нови стил музике је на крају стигао и у Европу и Велику Британију. Током 1960-их, млади британски музичари су јако подпали под утицај чикаго блуза што је резултирало настанком покрета британског блуза

## Значајни музичари
Чувени чикаго блуз музичари су: певачи/текстописци Мади Вотерс, Хаулин Вулф, Вили Диксон, Ерл Хукер, Слим Харпо, Коко Тејлор; гитаристи Фреди Кинг, Отис Раш, Лутер Алисон, Меџик Сем, Меџик Слим, Сил Џонсон, Џими Роџерс, Бади Гај, Роберт Локвуд, Бо Дидли, Мајк Блумфилд, Хоумсик Џејмс, Џони Шајнс, Џони Јанг, Флојд Џоунс, Еди Клирвотер, Мајти Џо Јанг, Фил Гај, Лил Ед Вилијамс, Џ. Б. Хуто, Елмор Џејмс; свирачи усне хармонике Биг Волтер Хортон, Литл Волтер, Били Бој Арнолд, Чарли Муселвајт, Паул Бутерфилд, Џуниор Велс, Корки Сигел, Били Бранч, Џејмс Котон., Џими Рид; и клавијатуристи Отис Спан, Лафајете Лике, Слепи Џон Дејвис и Ервин Хелфер